# Graciela Lira
Graciela «Chela» Lira Melcherts (Valparaíso, 1909 - Santiago, 1986) fue una pintora y artista visual chilena. Perteneció en su primer periodo artístico a la Generación del 13.

## Biografía
Nace en Valparaíso. Entre los años 1927 y 1928 estudió con Celia Castro, quien recién regresaba de Europa, y más tarde con Roko Matkasik y Arturo Gordon.
Más tarde se trasladó a Antofagasta, donde desarrolló la labor docente en paralelo a su carrera artística, la cual resulta influyente en el ambiente artístico de la respectiva ciudad. Sus últimos años los concurrió en su taller en Santiago, donde falleció a la edad de 76 años. 

## Obra
Las obras de la artista se enmarcan dentro de una línea neoimpresionista, derivando posteriormente en una pintura de estilo simbolista. Los temas más recurrentes en su obra son las marinas y visiones del puerto, retratos, bodegones, y panorámicas de la naturaleza en general. Su obra es profundamente influenciada por sus estancias en Valparaíso y Antofagasta.
Su técnica más utilizada es el óleo sobre tela, caracterizada por un estilo figurativo en ocasiones con cercanía a lo abstracto y una paleta de atmósferas feéricas -según la crítica- y de construcción sólida en coloración, que va adquiriendo mayor espontaneidad a través de su obra.
El Salón de Exposiciones de la Universidad Católica del Norte lleva su nombre, como tributo póstumo por su especial interés por llevar el arte a los niños y poblaciones.

### Obras en colecciones públicas
- Primavera en Ñuñoa, Museo de Arte Contemporáneo de Santiago.
- Interior en el taller, Museo de Arte y Artesanía de Linares.
- Cerros, óleo sobre tela, 59 x 68 cm, Universidad Católica del Norte, Antofagasta.[2]

## Premios y distinciones
- 1929: Medalla de Segunda Clase, Sección Pintura, Salón Anual de Bellas Artes, Santiago, Chile.
- 1936: Mención Honrosa en Pintura, Exposición Nacional de Artes Plásticas del IV Centenario de Valparaíso, Chile.
- 1938: Primer Premio en Pintura, II Salón de Otoño de Valparaíso, Chile.
- 1938: Tercera Medalla en Pintura, 52 Salón Nacional, Sociedad Nacional de Bellas Artes,Santiago, Chile.
- 1940: Tercera Medalla en Acuarela, Salón Nacional, Sociedad Nacional de Bellas Artes,Santiago, Chile.
- 1956: Ancla de Oro, Municipalidad de Antofagasta.
- 1976: Mención Honrosa en Pintura, Concurso de la II Región para el Certamen Nacional Chileno de Artes Plásticas, Chile.

## Exposiciones

### Exposiciones individuales
- 1944: Óleos y Acuarelas, Sala del Banco de Chile, Santiago, Chile.
- 1980: Retrospectiva, 1942–1980, Sala Viña del Mar, Chile.

### Exposiciones colectivas
- 1934: Salón libre de la Asociación de Artistas
- 1936: IV Salón de Verano de Viña del Mar, Chile.
- 1936: Exposición Nacional de Artes Plásticas del IV Centenario de Valparaíso, Chile.
- 1938: Salón libre de la Asociación de Artistas
- 1938: II Salón de Otoño de Valparaíso, Chile.
- 1938: 52 Salón Nacional, Sociedad Nacional de Bellas Artes, Santiago, Chile.
- 1940: Salón Nacional, Sociedad Nacional de Bellas Artes, Santiago, Chile.
- 1942: 54 Salón Oficial del Estado, Santiago, Chile.
- 1943: 55 Salón Oficial del Estado, Santiago, Chile.
- 1976: Concurso de la II Región para el Certamen Nacional Chileno de Artes Plásticas, Chile.